# 望天湖
望天湖是一个位于中国湖北省浠水县的湖泊，面积约为8平方千米，平均水深约为2.5米，蓄水量约为1300万立方米。